# Taranee Cook
Taranee Cook je fiktivni lik iz stripa i animirane serije W.I.T.C.H. Dio je skupine koju čine Čuvarice, djevojke koje čuvaju Kandrakar, središte svemira, od zla. Taranee je "T" u W.I.T.C.H.-u, nazivu grupe sastavljenim od inicijala djevojaka. U engleskoj verziji animirane serije glas joj posuđuje Miss Kittie. 
Taranee je najpromišljenija i najmirnija u svom društvu. Obožava plesanje i klasičnu glazbu i košarku. Strastveno se bavi fotografiranjem, pogotovo kukaca, premda ima neobjašnjivi strah od njih. Njezin je tata psiholog, a mama sutkinja, te je vrlo tvrdoglava. Ima zgodnog starijeg brata, zaljubljenika u surfanje.

## Profil
Taranee ima 13 godina. Rođenaje 23. travnja, a po horoskopu je ovan. Afričko-azijskog je podrijetla. Ima crnu kosu, tamno smeđe oči te nosi naočale. Kao mala živjela je u gradu Sesamo, ali se kasnije preselila u Heatherfield. Pohađa 2. B razred gimnazije Sheffield i u razredu je s Irmom i Hay Lin.  Njen najdraži predmet je matematika.
Iako je stidljiva, Taranee je jako odlučna kada nešto odluči i obično ona podsjeća svoje prijateljice na važnost zadataka koje moraju ispuniti. Ponekad postane agresivnija nego što se čini kada netko povrijedi njene osjećaje. Taranee je vrlo privržena svojoj obitelji. Njena majka, Theresa Cook, je sutkinja, a njen otac, Lionel Cook, je psiholog, pa Taranee nerijetko misli da se odnose prezaštitnički prema njoj. Uz to, njezinoj se majci ne sviđa njen dečko, Nigel Ashcroft. On je bivši član bande dečka Uriaha, ali ju je napustio kad ga je to Taranee zatražila. Njenom starijem bratu Peteru se potajno sviđa Cornelia, pa je zato jako ljubazan prema Taraneenim prijateljima. Njena najbolja prijateljica je Will Vandom, vođa W.I.T.C.H.-a.

## Moći
Taranee vlada moći vatre. Može povećavati temperaturu predmeta, ali i ljudi. Obično nehotice upotrijebi svoje moći kad ju netko naljuti. Kasnije je otkrila da ima moć telepatije i da može čitati misli, osjećati tuđu prisutnost, razumjeti i kontrolirati tuđe snove. Kad se preobrazi, naočale joj postaju veće: bez njih, čak i kao Čuvarica, vidi vrlo slabo. Također kao transformirana ima krila, no kao i druge Čuvarice (osim Hay Lin) ne može letjeti.